# Radio Verona
Radio Verona è un'emittente radiofonica privata italiana.

## Storia
Radio Verona è un'emittente di Verona, di proprietà del Gruppo Athesis, che è editore anche dei canali televisivi TeleArena e Telemantova e dei quotidiani L'Arena, BresciaOggi, Il Giornale di Vicenza, nonché titolare della casa editrice Neri Pozza Editore e della agenzia pubblicitaria Publiadige e Zeep. 
Nata nel 1975, grazie all'iniziativa dei F.lli Mischi è stata la prima emittente sorta nella provincia di Verona, e vanta la copertura di  Verona e provincia, oltre alla zona del lago di Garda e parte della provincia di Mantova. 
La radio è sintonizzabile anche in Digitale terrestre sui Mux di TeleArena e Telemantova (Provincia di Verona e di Mantova (UHF 46 e 51) e in DAB.
Radio Verona è l’emittente radiofonica del Gruppo Athesis sopra citato, l’unica in tutta la città . L'emittente è  l’unica radio locale, la più ascoltata dai veronesi. Ogni giorno si contraddistingue per l’attenzione a temi di cronaca ed attualità, grazie ai  giornali radio quotidiani e nazionali con cadenza oraria,  alle rassegne stampa e agli approfondimenti condotti da giornalisti professionisti. Non mancano ovviamente programmi di intrattenimento, trasmissioni live nelle quali dj e conduttori interagiscono ogni giorno con i radioascoltatori. 
Lo Sport catalizza l’interesse dei tifosi: Radio Verona segue con la radio cronaca l’Hellas Verona e non perde di vista tutti i principali eventi sportivi della città scaligera.
Attuale direttore di redazione è Mario Puliero.

Tra i programmi di punta le radiocronache degli incontri di calcio dell'Hellas Verona  (in passato con Roberto Puliero 1946-2019), noto comico, attore e regista teatrale veronese.
Il palinsesto radiofonico è ricco di conduttori, ai microfoni si sono da sempre alternati speakers e giornalisti di rilievo come, per citarne alcuni: Amadeus, Claudio Suppi, Marco Filippozzi, Nadia De Nicolò, Rudy Corrady, Matteo Sambugaro, Francesca Pellegrini, Luca Del Ponte, Sebastiano Festa,  Alessandro De Pietro, Davide Cailotto, Matteo Sandri e tante altre voci del panorama radiofonico nazionale. 
Fino alla stagione 2017/18 trasmetteva anche le radiocronache del Chievo Verona (ora in esclusiva a Radio Stella FM) ora è focalizzata sulle radiocronache delle partite dell'Hellas Verona.